# Ischnothyreus kalimantan
Espèce
Ischnothyreus kalimantan est une espèce d'araignées aranéomorphes de la famille des Oonopidae.

## Distribution
Cette espèce est endémique du Kalimantan central en Indonésie,.

## Description
Le mâle holotype mesure 1,79 mm et la femelle paratype 1,88 mm.

## Étymologie
Cette espèce est nommée en référence au lieu de sa découverte, le Kalimantan.

## Publication originale
- Kranz-Baltensperger, 2011 : The oonopid spider genus Ischnothyreus in Borneo (Oonopidae, Araneae). Zootaxa, no 2939, p. 1-49.